# RAF1
RAF1 («RAF прото-онкогенная серин/треониновая протеинкиназа»; англ. RAF proto-oncogene serine/threonine-protein kinase; КФ:2.7.11.25), или c-RAF («прото-онкоген c-RAF»; англ. proto-oncogene c-RAF) — цитозольная серин/треониновая протеинкиназа семейства MAP3K. Продукт гена RAF1. Является частью сигнального пути ERK1/2 в качестве митоген-активируемой протеинкиназы MAP3K, которая действует ниже по каскаду семейства мембрано-связанных ГТФаз Ras. Raf1 — член семейства серин/треониновых протеинкиназ Raf.

## Открытие
Первый ген Raf, а именно v-Raf был открыт в 1983 году. Он был выделен из ретровируса мыши 3611. Вскоре было показано, что этот белок способен трансформировать фибробласты в раковую клеточную линию, поэтому ему було дано название вирус-индуцированная быстро распространяющаяся фибросаркома, или v-Raf (Virus-induced Rapidly Accelerated Fibrosarcoma; V-RAF). Через год в 1984 году другой трансформирующий ген был обнаружен в птичьем ретровирусе MH2 и назван v-Mil. Он оказался крайне похож на v-Raf. Оказалось, что оба открытых гена кодируют продукт с серин-треониновой киназной активностью. Гомологи v-Raf и v-Mil были вскоре найдены в геномах мыши и курицы, которые были названы c-Raf от клеточный (cellular) ген Raf. Стало ясно, что c-Raf играет роль в регуляции роста и деления клетки. Теперь известно, что c-Raf является основой сигнального пути ERK1/2, первого описанного сигнального пути митоген-активируемых киназ MAPK. Он действует как митоген-активируемая киназа, инициирующая весь последующий киназный каскад. Нормальные клеточные гены c-Raf могут мутировать и превращаться в онкогены за счёт повышения активностей MEK1/2 and ERK1/2.

## Структура
Ген RAF1 человека расположен на 3-й хромосоме. Альтернативный сплайсинг приводит к образованию двух изоформ белка с лишь небольшой разницей между вариантами. Основной вариант протеинкиназы короче и состоит из 648 аминокислот.
Подобно многим другим MAP3K протеинкиназам c-Raf является мультидоменным белком с несколькими дополнительными доменами, которые отвечают за регуляцию его каталитической активности. На N-конце белка рядом друг с другом находятся Ras-связывающий домен (RBD) и гомолог C-киназного домена 1 (C1). Структура обоих доменов была изучена и показала механизм регуляции c-Raf.
Ras-связывающий домен содержит убиквитин-подобный участок подобно многим другим домена, связывающим G-белки. Он специфически связывает только ГТФ-ассоциированные Ras белки.
Домен C1 белка c-Raf расположен сразу за RBD и представляет собой цинковый палец, обогащённый цистеинами и стабилизированный 2 ионами цинка. Он похож на диацилглицерин-связывающие домены C1 белков семейства протеинкиназ C (PKC). Однако, в отличие от PKC, домен C1 в c-Raf не связывает диацилглицерин. Они связывают другие липиды, такие как церамид или фосфатидная кислота и, более того, облегчают распознавание активированного ГТФ-связанного Ras (ГТФ-Ras).
Близкая расположенность двух регулайторных доменов и экспериментальные данные предполагают, что они действуют координированно как единый элемент, который отрицательно регулирует активность киназного домена c-Raf за счёт физического взаимодействия. Исторически аутоингибирующий блок обозначают как регион CR1, соединяющий участок — CR2, а киназный домен — CR3.
Между аутоингибирующим доменом и каталитичеким киназным доменом расположен продолжительный сегмент, обогащённый серином, аминокислотная последовательность которого сильно варьирует между генами Raf. Этот регион внутренне неструктурированный и очень подвижный. По всей видимости, он служит «шарниром» между двумя жёсткими струкрутными доменами, который позволяет осуществлять существенные конформационные перестройки внутри молекулы киназы. Тем не менее, этот шарнирный регион содержит один небольшой консервативный мотив, который отвечает за распознавание регуляторного белка 14-3-3, когда критический для этого процесса остаток серина (у человека серин-259) в молекуле c-Raf фосфорилирован. Кроме этого, второй похожий мотив в c-Raf находится на C-конце за киназным доменом.
C-концевую половину c-Raf занимает каталитический домен. Структура этих доменов хорошо изучена как в c-Raf, так и в B-Raf. Киназный домен c-Raf похож на таковой других киназ Raf и белков KSR и напоминает каталитический домен некоторых других MAP3K киназ, включая семейство киназ MLK. Вместе эти ферменты составляют группу киназ TKL (тирозинкиназо-подобные белки). Хотя эти белки обладают некоторыми характеристиками тирозинкиназ, активность белков TKL ограничена фосфорилированием серина и треонина только определённых белков-мишеней. Наиболее важные субстраты киназ Raf — киназы MKK1 и MKK2, активность которых строго регулируется этим фосфорилированием, осуществляемым белками Raf.

## Эволюция киназ Raf
Белок c-Raf человека входит в семейство родственных протеинкиназ. Два других члена группы, обнаруженных у большинства позвоночных — B-Raf и A-Raf. Все три белка сходны своей доемнной архитектурой, структурой и регуляцией. В отличие от хорошо изученных c-Raf и B-Raf точные функции другого члена группы A-Raf не извеестны, хотя предполагается, что они должны быть сходными. Все три гена группы, по-видимому, являются продуктами дубликации гена-предшественника Raf или целого генома на заре эволюции позвоночных. Большинство других организмов имеют единственный ген Raf. Например, у фруктовой мушки дрозофилы это ген Phl, или Draf, а у C. elegans — ген Lin-45.
Многоклеточные организмы имеют тип киназы близкородственный с Raf — киназный супрессор Ras (KSR). У позвоночных животных два паралога гена KSR: KSR1 и KSR2. Их C-концевой киназный домен похож на таковой у Raf, однако регуляторный N-терминальный домен у них отличается. Хотя у KSR тоже есть шарнирный регион, у него отсутствует Ras-связывающий домен. Вместо последнего расположен уникальный регуляторный домен CA1. Структура была раскрыта в 2012 году и содержит домен SAM-мотив с добавочной двуспиральной областью (coiled coil), т. н. CC-SAM, который помогает белкам KSR при мембранном связывании. KSR, так же, как и Raf, содержат двойной мотив связывания с белками 14-3-3, требующий фосфорилирования, но, кроме этого, они содержат на шарнирном участке другие MAPK-связывающие мотивы. Типичная последовательность последних, -FxFP-, играет важную роль в регуляции Raf-киназ в сигнальных путях ERK1/2. KSR участвуют в тех же сигнальных путях, что и киназы Raf, но играют пти этом второстепенную роль. Их внутренняя киназная активность настолько низкая, что долгое время они считались неактивными. Их роль в фосфорилировании несущественна и, по-видимому, в основном KSR являются партнёрами в гетеродимеризации с киназами Raf, значительно активируя их за счёт аллостерического эффекта. Подобные эффекты были описаны и для других MAP3K киназ. Например, ASK2 обладает низкой ферментативной активностью сам по себе и его действие связано с образованием гетеродимера ASK1/ASK2.
Raf-подобные киназы полностью отсутствуют у грибов. Однако у других заднежгутиковых (в частности, у Capsaspora owczarzaki) были обнаружены гены Raf-киназ, что подтверждает наличие их у одноклеточных эукариот. Это говорит о том, что белки Raf имеют древнюю эволюционную историю и грибы, возможно, потеряли ген Raf позже. У грибов сигнальные пути аналогичные ERK1/2 обеспечиваются другими MEKK-подобными киназами (Ste11 у дрожжей).
Наоборот, вирусные Raf киназы (v-Raf) являются вторичным заимствованием генов позвоночных у их организмов-хозяинов. Эти гены являются значительно укороченными версиями, у которых отсутствуют аутоингибирующий N-концевой домен и 14-3-3-связывающие мотивы, что приводит к некотролируемой активности вирусной Raf киназы, что и необходимо вирусу для эффективной репродукции.

## Регуляция активности
Активность c-Raf строго регулируется. Как главный пусковой механизм сигнального пути ERK1/2 — активация c-Raf — предохраняется множеством ингибирующих механизмов и в норме белок не может быть активирован в результате лишь одного-единственного шага. Наиболее важный регуляторный механизм — прямое физическое взаимодействие N-терминального аутоингибирующего блока c-Raf с его киназным доменом. В результате этого каталитический сайт белка оказывается физически закрыт и ферментативная активность киназы — полностью заблокирована. Такая «закрытая» форма может быть изменена только, если аутоингибирующий блок белка взаимодействует с белком-партнёром, конкурирующим с собственным киназным доменом, главным образом с ГТФ-связанным Ras. Такие активированные G-белки могут разорвать внутримолекулярное взаимодействие, что в результате изменяет конформацию c-Raf и переводит его в «открытую» форму необходимую для киназной активации и связывания субстрата.
Белок 14-3-3 также вносит вклад в аутоингибирование c-Raf. Известно, что белки 14-3-3 образуют димеры и, таким образом, имеют два связывающих участка. За счёт этого димер 14-3-3 действует как «молекулярный замок», удерживая потенциально связывающие белки-партнёры на безопасном расстоянии и ориентации от c-Raf. Таким образом, димер 14-3-3 (в частности 14-3-3ζ), будучи вовлечён во взаимодействие с c-Raf, запирает киназу в «закрытом» состоянии и не позволяет разделение аутоингибирующего и каталитического доменов белка. Такое «запирание» c-Raf, как и других представителей Raf и KSR, контролируется фосфорилированием 14-3-3-связывающего мотива на «шарнирном» участке белка. Оно невозможно без предварительного фосфорилирования определённых серинов (у c-Raf человека — это серины 259 и 621) другими протеинкиназами. Наиболее важной из этих киназ является MAP3K7/TAK1, а ферменты, отвечающие за дефосфорилирование этих аминокислот — фасфатаза PP1 и фосфатазный комплекс PP2A.
Само по себе связывание 14-3-3 с Raf не обязательно является ингибирующим фактором. Когда Raf находится в открытой форме и образует димер 14-3-3 может связаться с Raf в транс-конфигурации и, таким образом замкнуть киназу в её димерной форме вместо предотвращения этого взаимодействия, отделяя их друг от друга. Существуют также некоторые другие формы взаимодействия 14-3-3 с Raf, однако их роль неизвестна.
Димеризация c-Raf является другим важным механизмом регуляции активности киназы и требует фосфорилирования активационной петли белка. В норме только открытые киназные домены участвуют в димеризации. В отличие от B-Raf, который образует гомодимер, c-Raf предпочтительно формирует гетеродимер с B-Raf или KSR1. Тем не менее гомо- и гетеродимеры функционируют сходным образом.
Для достижения полной активности и стабилизации активной конформации необходимым этапом является фосфорилирование активационной петли c-Raf. Единственными известными киназами, которые способны это сделать — сами киназы семейства Raf. Хотя некоторые другие киназы, такие как PAK1, способны фосфорилировать аминокислотные остатки, расположенные вблизи киназного домена c-Raf, роль этих поддерживающих неизвестна. Активационная петля c-Raf может быть трансфосфорилирована либо другой молекулой c-Raf, либо KSR1. По причине структурных особенностей димеров такое фосфорилирование может осуществляться исключительно в транс-конфигурации (то есть киназы одного димера могут фосфорилировать только остатки другого димера при образовании промежуточного четырёхмолекулярного комплекса). После взаимодействия с остатками аргинина и лизина киназного домена фосфорилированная активирующая петля меняет конформацию на строгоупорядоченную форму и замыкает киназный домен в полностью активированной форме вплоть до дефосфорилирования петли. При этом киназный домен становится нечувствительным к аутоингибирующему домену. У KSR отсутствуют участки фосфорилирования в активирующей петле, поэтому у этих белков отсутствует последний этап активации, однако это уже несущественно, поскольку активированная киназа Raf уже способна распознавать свой субстрат. Как и большинство протеинкиназ c-Raf имеет несколько возможных субстратов. c-Raf напрямую фосфорилирует BAD, несколько типов аденилатциклаз, фосфатазу лёгких цепей миозина (MYPT), тропонин (TnTc) и некоторые другие, включая белок ретинобластомы (pRb) и фосфатаза Cdc25.
Наиболее важные мишени киназы Raf — MKK1(MEK1) и MKK2(MEK2). Несмотря на то, что структура фермент-субстратного комплекса c-Raf:MKK1 неизвестна, он может быть моделирован комплексом KSR2:MKK1. Хотя сам комплекс KSR2:MKK1 неактивен, считается, что он очень близок к тому как Raf связывает субстрат. Основная взаимодействующая интерфаза формируется C-концевыми регионами обоих киназных доменов. Большая неупорядоченная пролин-обогащённая петля, уникальная для MKK1 и MKK2, также играер важую роль в правильном ориентировании Raf (или KSR). В результате реакции после связывания с Raf MKK1 или MKK2 фосфорилируются в двух положениях в своей активирующей петле и переходят сами в активную форму. Мишенями этих киназ MKK1 или MKK2 в последующем киназном каскаде являются ERK1 и ERK2, соответственно. Киназы ERK способны воздействовать на многочисленные субстраты в клетке. Кроме этого, после транслокации в ядро они способны стимулировать ядерные факторы транскрипции. Активированные ERK — плейотропные эффекторы клеточной физиологии и играют важную роль в контроле экспресси генов, вовлечённых в клеточное деление, миграцию, ингибирование апоптоза и дифференцировку.

## Патология

### Мутации с повышенной активностью
Наследственные мутации с повышенной активностью c-Raf встречаются довольно редко, но приводят к серьёзным синдромам. Чаще всего такие нарушения вызываются точечными мутациями в одном из двух участков связывания 14-3-3. Мутации c-Raf — одна из причин синдрома Нунан, характерные черты которого: врождённые пороки сердца, низкорослость, дисморфизм и др. нарушения. Похожие нарушения могут также вызывать т. н. синдром LEOPARD с комплексом дефектов.

### Роль в онкологических заболеваниях
Хотя c-Raf может мутировать в экспериментальных условиях и изредка встречается в опухолях человека, основную роль в онкогенезе человека играет киназа B-Raf.
Около 20 % опухолей человека содержат мутированный ген B-Raf. Наиболее часто встречается мутация, включающая замену валина-600 на глутаминовую кислоту, продукт которой (BRAF-V600E) может быть визуализован с помощью гистохимического анализа для молекулярной клинической диагностики. Это изменение структурно сходно с фосфорилированной формой активирующей петли белка и, снимая один из ингибирующих механизмов, приводит к быстрой полной активации киназы. Поскольку B-Raf способна активироваться при образовании гомодимера или гетеродимера с c-Raf, подобная мутация приводит к катастрофическим последствиям, делая сигнальный путь ERK1/2 постоянно активным и приводя к неконтролируемому процессу клеточного деления.

## Терапевтическай мишень
Важная роль мутаций генов Ras и B-Raf в онкогенезе объясняет их роль как потенциальных мишеней для противораковой терапии, в частности, такой мишенью является мутация B-Raf V600E. Специфический ингибитор Сорафениб стал первым таким клинически полезным агентом, который стал фармакологической альтернативой для лечения ранее, как правило, неизлечимых онкологических опухолей, таких как почечная клеточная карцинома и меланома. Другие такие агенты включают Вемурафениб, Регорафениб, Dabrafenib и др.
Однако эти ингибиторы B-Raf могут иметь неблагоприятный эффект на K-Ras-зависимые опухоли, поскольку являются слишком селективными, действуя только на B-Raf. Они эффективно инибируют активность B-Raf в случае, когда мутация B-Raf является главной причиной возникновения опухоли. Но они также усиливают гомодимеризацию B-Raf и его гетеродимеризацию с c-Raf, что в результате повышает активирование c-Raf в случае, если в генах Raf нет мутаций, но есть мутация в гене их активатора K-Ras. Такая парадоксальная активация вызывает необходимость предварительной генетической диагностики до начала терапии с инибиторами B-Raf.

## Взаимодействия
C-Raf взаимодействует с многочисленными клеточными белками, включая следующие: